# Daniela Menegon
Daniela Menegon (* 19. Juni 1977 in Mbabane) ist eine ehemalige eswatinische Schwimmerin.

## Karriere
Menegon nahm 1996 als erste Frau aus Swasiland an Olympischen Spielen teil. In Atlanta schwamm sie im Wettbewerb über 800 m Freistil und erreichte Rang 28 von 28 Teilnehmerinnen.